# João Klauss de Mello
João Klauss de Mello (Criciúma, 1 maart 1997), beter bekend als Klauss, is een Braziliaans voetballer.

## Clubcarrière
Klauss genoot zijn jeugdopleiding bij SC Internacional, EC Juventude en Grêmio. In januari 2017 haalde TSG 1899 Hoffenheim hem naar Europa. In zijn eerste anderhalve seizoen speelde hij 24 wedstrijden voor het tweede elftal van de club in de Regionalliga Südwest, waarin hij vijf keer scoorde.
In maart 2018 leende Hoffenheim hem uit aan de Finse topclub HJK Helsinki. Klauss kroonde zich er niet alleen tot landskampioen, maar ook tot topschutter van de Veikkausliiga met 21 goals. Ook zijn tweede uitleenbeurt, aan het Oostenrijkse LASK Linz, werd een succes: in anderhalf seizoen was hij er goed voor 24 goals in 61 wedstrijden.
In het seizoen 2020/21 kreeg Klauss zijn kans bij het eerste elftal van Hoffenheim: in Duitsland kreeg hij in de eerste competitiehelft een invalbeurt in de DFB-Pokal tegen Chemnitzer FC en vier invalbeurten in de Bundesliga, in de Europa League-groepsfase kreeg hij na zijn invalbeurt tegen KAA Gent op de tweede speeldag vier basisplaatsen op rij. Desondanks leende de club hem in januari 2021 voor een derde keer uit: KV Mechelen toonde interesse, maar het was uiteindelijk Standard Luik die hem voor anderhalf jaar binnenhaalde op huurbasis. De Luikenaars bedongen ook een aankoopoptie in het huurcontract.
Echter, gezien haar verslechterde financiële situatie verzocht Standard Luik om de voortijdige beëindiging van de huurovereenkomst.  Daarop verhuurde Hoffenheim hem voor een periode van zes maanden (januari - juni 2022) aan Sint-Truidense VV.  Na afloop van de competitie 2021-2022 haalt St.-Louis City SC, uitkomende in de Major League Soccer, hem naar Amerika.  Klauss ondertekent er een contract van 3,5 jaar, met een bijkomend seizoen in optie. 

## Clubstatistieken
| Seizoen | Club                   | Land                | Competitie           | Competitie | Competitie | Beker | Beker | Internationaal | Internationaal | Totaal | Totaal |
| Seizoen | Club                   | Land                | Competitie           | Wed.       | Dlp.       | Wed.  | Dlp.  | Wed.           | Dlp.           | Wed.   | Dlp.   |
| ------- | ---------------------- | ------------------- | -------------------- | ---------- | ---------- | ----- | ----- | -------------- | -------------- | ------ | ------ |
| 2016/17 | TSG 1899 Hoffenheim II | Vlag van Duitsland  | Regionalliga Südwest | 7          | 1          | 0     | 0     | —              | —              | 7      | 1      |
| 2017/18 | TSG 1899 Hoffenheim II | Vlag van Duitsland  | Regionalliga Südwest | 17         | 4          | 0     | 0     | —              | —              | 17     | 4      |
| 2018    | → HJK Helsinki         | Vlag van Finland    | Veikkausliiga        | 33         | 21         | 3     | 2     | 6              | 1              | 42     | 24     |
| 2018/19 | → LASK Linz            | Vlag van Oostenrijk | Bundesliga           | 14         | 3          | 2     | 1     | 0              | 0              | 16     | 4      |
| 2019/20 | → LASK Linz            | Vlag van Oostenrijk | Bundesliga           | 28         | 12         | 4     | 3     | 13             | 5              | 45     | 20     |
| 2020/21 | TSG 1899 Hoffenheim II | Vlag van Duitsland  | Regionalliga Südwest | 3          | 1          | 0     | 0     | —              | —              | 3      | 1      |
| 2020/21 | TSG 1899 Hoffenheim    | Vlag van Duitsland  | Bundesliga           | 4          | 0          | 1     | 0     | 5              | 0              | 10     | 0      |
| 2020/21 | → Standard Luik        | Vlag van België     | Jupiler Pro League   | 19         | 5          | 5     | 1     | 0              | 0              | 24     | 6      |
| 2021/22 | → Standard Luik        | Vlag van België     | Jupiler Pro League   | 10         | 2          | 0     | 0     | —              | —              | 10     | 2      |
| Totaal  | Totaal                 | Totaal              | Totaal               | 135        | 49         | 15    | 7     | 24             | 6              | 174    | 62     |

## Erelijst
| Landskampioen Finland | 1x | 2018 |

| Individueel             |    |      |
| Topscorer Veikkausliiga | 1x | 2018 |